# Coupe de France 1949/50
Der Wettbewerb um die Coupe de France in der Saison 1949/50 war die 33. Ausspielung des französischen Fußballpokals für Männermannschaften. In diesem Jahr meldeten 970 Vereine.
Nach Abschluss der von den regionalen Untergliederungen des Landesverbands FFF organisierten Qualifikationsrunden griffen im Zweiunddreißigstelfinale auch die Erstligisten in den Wettbewerb ein. Titelverteidiger war der Racing Club Paris, der in diesem Jahr erneut bis ins Endspiel vorstieß. Darin scheiterte er allerdings an Stade Reims. Für Reims war es der erste Gewinn dieser Trophäe, nachdem die Mannschaft in der Vorsaison auch zum ersten Mal die Meisterschaft der Division 1 gewonnen hatte. Das Endspiel von 1950 war seit 1944 das erste, an dem der OSC Lille nicht teilnahm – zuvor hatten die Nordfranzosen fünf Pokalfinals in Folge erreicht und drei davon auch siegreich beendet. Erfolgreichster Amateurverein war der Viertligist UA Sedan-Torcy: die „Arbeiterfußballer aus den Ardennen“ schieden erst im Viertelfinale gegen den späteren Titelgewinner aus Reims aus.
Die Paarungen wurden für jede Runde frei ausgelost. Spiele fanden grundsätzlich auf neutralem Platz statt, die Einnahmen wurden geteilt. Endete eine Begegnung nach Verlängerung unentschieden, wurden solange Wiederholungsspiele ausgetragen, bis ein Sieger feststand. Aufgrund dieser Bestimmung mussten die Spieler des RCFC Besançon in vier Runden sieben Partien bestreiten und standen dabei statt der üblichen sechs insgesamt zwölfeinhalb Stunden auf dem Rasen.

## Zweiunddreißigstelfinale
Spiele am 7. und 8. Januar 1950; die jeweilige Spielklassenzugehörigkeit wird mit D1 bzw. D2 für die beiden Profiligen, CFA für die landesweite sowie DH und PH („Division d’Honneur“ rsp. „Promotion d’Honneur“) für die obersten regionalen Amateurligen angegeben.
| - AS Béziers D2 – Olympique Marseille II D2 2:1 - FC Rouen D2 – FC Strasbourg 06 DH 2:0 - FC Metz D1 – Lyon OU D2 3:1 - UA Sedan-Torcy DH – OGC Nizza D1 4:1 - Stade Français-Red Star D1 – Stade Quimper CFA 2:0 - RC Paris D1 – Olympique Alès D2 2:0 - CA Paris D2 – CO Roubaix-Tourcoing D1 2:0 - Olympique Nîmes D2 – FC Toulouse D1 2:1 - Arago Sports Orléans CFA – CA Le Puy CFA 1:0 - FC Nantes D2 – US Belfort CFA 2:0 - CA Montreuil CFA – US Valenciennes D2 2:1 - SO Montpellier D1 – FC Dieppe DH 2:0 - Stade Rennes UC D1 – SO Pont-de-Chéruy DH 9:0 - US Nœux-les-Mines CFA – CS Jean Bouin Angers DH 3:0 - US Revel CFA – US Quevilly DH 3:2 - OSC Lille D1 – AS Saint-Étienne D1 3:1 | - AS Le Perreux CFA – FC Lorient CFA 3:2 - Le Havre AC D2 – Sporting Toulon D2 2:0 - AS Cannes D2 – AC Amiens D2 1:0 - SM Caen CFA – AS Roanne CFA 3:2 - ES Bully CFA – SC Draguignan DH 1:0 - SC La Bastidienne Bordeaux PH – RC Lens D1 3:2 - Girondins Bordeaux D1 – FC Gueugnon CFA 7:0 - RCFC Besançon D2 – ASC Paris Sud-Est PH 5:1 - AS Monaco D2 – Olympique Marseille D1 2:1 - US Saint-Gaudens DH – USO Bruay CFA 2:1 - FC Sète D1 – RC Arras PH 5:3 - FC Sochaux D1 – EA Guingamp DH 5:1 - RC Strasbourg D1 – FC Limoges DH 3:0 - AS Troyes-Savinienne D2 – US Viesly DH 1:0 - RC Vichy CFA – SPN Vernon CFA 4:1 - Stade Reims D1 – FC Nancy D1 2:1 |

## Sechzehntelfinale
Spiele am 5. Februar 1950
| - AS Béziers – AS Le Perreux 3:1 - UA Sedan-Torcy – Arago Sports Orléans 1:0 - RC Paris – SM Caen 2:0 - Olympique Nîmes – FC Rouen 3:1 - CA Montreuil – RC Vichy 1:0 - Stade Rennes UC – FC Nantes 3:1 - OSC Lille – US Nœux-les-Mines 9:0 - Le Havre AC – ES Bully 3:0 | - AS Cannes – Stade Français-Red Star 1:0 - Girondins Bordeaux – CA Paris 5:0 - RCFC Besançon – SO Montpellier 1:1 n. V., 6:1 - AS Monaco – FC Metz 5:0 - FC Sète – RC Strasbourg 3:2 - FC Sochaux – SC La Bastidienne Bordeaux 3:0 - AS Troyes-Savinienne – US Revel 4:2 - Stade Reims – US Saint-Gaudens 7:0 |

## Achtelfinale
Spiele am 26. Februar 1950
| - UA Sedan-Torcy – CA Montreuil 5:3 - RC Paris – FC Sète 5:2 - Olympique Nîmes – Girondins Bordeaux 4:1 - OSC Lille – AS Béziers 6:0 | - RCFC Besançon – AS Monaco 0:0 n. V., 4:2 - FC Sochaux – Le Havre AC 2:0 - AS Troyes-Savinienne – Stade Rennes UC 2:1 - Stade Reims – AS Cannes 5:2 |

## Viertelfinale
Spiele am 19. März 1950
| - RC Paris – OSC Lille 2:0 - Olympique Nîmes – FC Sochaux 4:3 n. V. | - AS Troyes-Savinienne – RCFC Besançon 1:1 n. V., 3:2 n. V. - Stade Reims – UA Sedan-Torcy 2:0 |

## Halbfinale
Spiele am 16. April 1950
| - RC Paris – Olympique Nîmes 3:0 | - Stade Reims – AS Troyes-Savinienne 6:2 |

## Finale
Spiel am 14. Mai 1950 im Stade Olympique Yves-du-Manoir in Colombes vor 61.722 Zuschauern
- Stade Reims – Racing Paris 2:0 (0:0)

### Mannschaftsaufstellungen
Auswechslungen waren damals nicht möglich.
Stade Reims: Paul Sinibaldi – André Jacowski, Robert Jonquet, Roger Marche – Armand Penverne, Pierre Bini – Pierre Flamion, André Petitfils, Albert Batteux , Bram Appel, Francis Méano
Trainer: Henri Roessler
RC Paris: René Vignal – André Grillon, Roger Lamy , Marcel Salva – Roger Gabet, Frédéric Nikitis – Henri Tessier, Albert Guðmundsson, Jean Courteaux, Roger Quenolle, Ernest Vaast
Trainer: Paul Baron
Schiedsrichter: Marius Veyret (Lyon)

### Tore
1:0 Méano (81.)

2:0 Petitfils (83.)

### Besondere Vorkommnisse
Für Paris’ Trainer Paul Baron war es das fünfte (und letzte) Endspiel um die Coupe de France. Als Spieler hatte er 1921 (mit Olympique Paris) verloren und 1928 (mit Red Star Olympique) gewonnen; als Trainer gewann er zuvor 1945 und 1949 mit dem Racing Club den Pokal.